# Rashaida
I rashaida (in arabo بني رشيد, الرشايدة‎?, al-Rashāyda, Banū Rashīd) sono un gruppo etnico residente nell'area del Mar Rosso, particolarmente fra Eritrea e Sudan (praticamente nelle stesse aree abitate dai Begia), oltre che in Arabia Saudita e Kuwait.
In gran parte migrarono, intorno al 1846 dalla regione dell'Hijaz, verso la prospiciente costa africana. Sono perciò essenzialmente di etnia araba, pur avendo sviluppato propri specifici costumi ed usanze. Molti sono dediti all'allevamento, in forma nomade, dei dromedari (gli esemplari allevati dai Rashaida godono di grande fama nella regione).
La lingua parlata è l'arabo higiazeno.